# ФК Младост Котор Варош
ФК Младост је фудбалски клуб из Котор Вароши који се такмичи у оквиру Регионалне лиге Републике Српске — Запад.

## Историја
Клуб је основан 1926. године што га ставља раме уз раме са најстаријим фудбалским клубовима из Републике Српске.

## Резултати
- Куп Републике Српске у фудбалу 2001/02. (шеснаестина финала)
- Куп Републике Српске у фудбалу 2003/04. (четвртфинале)
- Друга лига Републике Српске у фудбалу — Запад 2007/08. (3. мјесто)
- Друга лига Републике Српске у фудбалу — Запад 2008/09. (8. мјесто)
- Друга лига Републике Српске у фудбалу — Запад 2009/10. (14. мјесто)
- Регионална лига Републике Српске у фудбалу — Запад 2010/11. (7. мјесто)
- Регионална лига Републике Српске у фудбалу — Запад 2011/12.